# Jezioro Graniczne (Pojezierze Bytowskie)
Jezioro Graniczne – jezioro w województwie pomorskim, w powiecie bytowskim, w gminie Kołczygłowy, pod względem fizycznogeograficznym leżące na terenie Pojezierza Bytowskiego.

## Dane morfometryczne
Powierzchnia zwierciadła wody według różnych źródeł wynosi od 15,0 ha do 30,7 ha. Zwierciadło wody położone jest na wysokości 144,2 m n.p.m.

## Zagospodarowanie
W 2019 zagospodarowano część terenu nad jeziorem – utwardzano grunt, zbudowano piesze ciągi komunikacyjne i wyposażano w obiekty użytkowe małej architektury, m.in. drewniane ławki i kosze na śmieci. Urząd Gminy Kołczygłowy otrzymał na ten cel dofinansowanie z Europejskiego Funduszu Morskiego i Rybackiego Unii Europejskiej w związku z konkursem ogłoszonym w 2018 przez Rybacką Lokalną Grupę Działania „Pojezierze Bytowskie” w ramach realizacji Lokalnej Strategii Rozwoju.